# Giovanni Alloatti
Le chevalier Giovanni Alloatti, né à Turin et mort le 9 juin 1934 à Palerme, est un pilote automobile italien sur circuits à bord de monoplaces.

## Biographie
En activité entre 1926 et 1934, essentiellement à bord de voitures Bugatti, il se distingue en remportant deux Grand Prix dans son pays avec ce constructeur devenu français, les Circuito di Alessándria (routier de 32 kilomètres, trajet Alessandria-Valenza Po-San Salvatore-Castelletto-Alessandria) 1926, en Formule libre, et Circuito del Pozzo 1929 à Vérone pour l'équipe d'Umberto Pugno, en Voitures de Sport.
Il est gravement blessé lors du premier tour de la Targa Florio 1934, après avoir franchi le parapet d'un pont ferroviaire durant de mauvaises conditions climatiques, avec sa Bugatti Type 35B : il décède quelque vingt jours plus tard, dans l'hôpital de la principale ville de Sicile.